# Daniel Martin (nadador)
Daniel Cristian Martin (Bucarest, 5 de octubre de 2000) es un deportista rumano que compite en natación, especialista en el estilo espalda. Ganó dos medallas de plata en los Juegos Olímpicos de la Juventud de 2018 y una medalla de bronce en el Campeonato Mundial Junior de Natación de 2017.